# IIO
IIO, ook geschreven als iiO (spreek uit: eye-oh), was een Amerikaanse danceact. De act had inde loop van 2001 een wereldhit met het nummer Rapture. IIO bestond uit de Oostenrijks-Amerikaanse producer Markus Moser (1965) en Nadia Ali (1980), een Pakistaans-Amerikaanse zangeres.

## Carrière
De uit Oostenrijk afkomstige Markus Moser raakte rond 1990 bij de dancescene in zijn land betrokken. Hij werkte gedurende de jaren negentig achter de schermen. Zo was hij betrokken bij de hiphouse-groep Bingoboys, waar hij meewerkte aan hun hit How to Dance (1991). Ook produceert hij diverse platen voor de Oostenrijkse cultgroep Edelweiss. In de late jaren negentig verhuist hij naar New York. In 2000 zocht Markus Moser een zangeres voor een girlband die hij wilde opzetten. Via een vriend kwam hij in contact met Nadia Ali. De plannen werden daarna veranderd en samen startten ze het duo Vaiio. Die naam werd echter al snel aangepast in IIO, om juridische problemen te voorkomen, omdat de naam Vaiio voor een laptop van Sony wordt gebruikt (Sony VAIO). Hun eerste single was Rapture, die al snel wordt opgepikt door meerdere dj's, en werd in de zomer van 2001 een hit op de dansvloeren. De single behaalde in het najaar toptiennoteringen in Australië, Wallonië, Canada, Denemarken, Griekenland, Ierland, Nieuw-Zeeland, Roemenië en Groot-Brittannië. De jaren daarna verschenen er nog enkele singles. At The End (2002) werd in enkele landen een hit. Opvallend populair was de groep in Finland. Daar behaalde IIO nog 3 toptiennoteringen met Smooth, Runaway en Kiss You. In 2005 werd het album Poetica uitgebracht.
In 2006 viel IIO uiteen omdat Nadia solo verder wilde. Toch was ze in 2011 te horen op het album Exit 110. Daarvoor gebruikte Moser ouder materiaal dat hij nog had liggen uit de tijd dat Nadia nog bij de groep zat. Een succes wordt dat echter niet. 

## Discografie
Albums
- Poetica (2005)
- Exit 110 (2011)

| Single met eventuele hitnotering(en) in de Nederlandse Top 40 | Datum van verschijnen | Datum van binnenkomst | Hoogste positie | Aantal weken | Opmerkingen             |
| ------------------------------------------------------------- | --------------------- | --------------------- | --------------- | ------------ | ----------------------- |
| Rapture                                                       | 2001                  | 03-11-2001            | 21              | 6            | Dancesmash op Radio 538 |

| Single met hitnotering(en) in de Vlaamse Ultratop 50 | Datum van verschijnen | Datum van binnenkomst | Hoogste positie | Aantal weken | Opmerkingen |
| ---------------------------------------------------- | --------------------- | --------------------- | --------------- | ------------ | ----------- |
| Rapture                                              | 2001                  | 24-11-2001            | 21              | 12           |             |